# カーター郡 (ミズーリ州)
カーター郡（英: Carter County）は、アメリカ合衆国ミズーリ州の南部、オザーク・フットヒルズ地域に位置する郡である。2010年国勢調査での人口は6,265人であり、2000年の5,941人から5.5%増加した。郡庁所在地はヴァンビューレン（人口819人）であり、同郡で人口最大の町でもある。カーター郡は1859年3月10日に設立され、郡名は1812年にサウスカロライナ州からミズーリ州に移った開拓者ジムリ・A・カーターにちなんで名付けられた。

## 歴史

### 郡の創設
ミズーリ州議会が1859年3月10日にカーター郡を創設したとき、ジムリ・A・カーターに因んでカーター郡と命名した。
ジムリ・A・カーター（1794年-1870年）はサウスカロライナ州で生まれ、1807年、13歳のときに両親とミズーリに移った。カーター家は当初現在のウォーレン郡の地に入った。その後間もなくジムリ・A・カーターはミズーリ川とミシシッピ川を平底舟で移動する行商人の一隊に加わり、何年も家を離れた。その留守中に父親のベンジャミン・カーターが馬1頭、牛1頭と、当時ウェイン郡にあった広大な土地とを交換した。そこは後にヴァンビューレンの町ができる場所の南東約8マイル (13 km) にあった。ジムリが行商の旅から戻ると、その新しい土地で父親の農業を手伝い始めた（史料によっては早くて1812年、遅くとも1820年としている）。ジムリはミズーリ州南東部で最も影響力があり、また尊敬される者となり、カーター郡の創設に貢献し、一時期は郡政委員を務めた。カーター家の後を追って他の家族も移ってきた。チルトン、ケナード、スナイダー、ケリーの家族であり、カーター家と共に広大な原野を切り開いた。
カーター郡はリプリー郡、シャノン郡、ウェイン郡の一部を合わせて造られた。1859年4月の第1月曜日、リプリー郡のアダム・レーン、レイノルズ郡のジョン・バルフォード、シャノン郡のD・C・リードという3人の男が、ジェイムズ・ブラウンの家で会して、新設カーター郡の郡庁舎を置く場所を選定した。かれらは1847年までリプリー郡の郡庁所在地だったヴァンビューレンの町を選んだ。カーター郡の設立当時、ミズーリ州議会におくる代表の選出ではリプリー郡に付設されていた。1853年にヴァンビューレンに建設された丸太小屋の郡庁舎は、1867年に木組み建築のものに置き換えられるまで使い続けられた。
1864年、ウィリアム・ローソンがカーター郡から選出された初代ミズーリ州議会議員となり、1870年まで務めて、F・M・コールマンに引き継がれた。
当初カーター郡はその全体が1つの選挙区であり、投票は全てヴァンビューレンの郡庁舎で行われた。1868年6月、郡政委員会は郡を2つの選挙区に分け、第1選挙区は郡の西半分で投票は郡庁舎で行うこと、第2選挙区は東半分で投票はブラッシー・クリーク中間支流の水源にあるジョン・カーナハンの家で行うこととした。製材業が隆盛を極めていた1895年、郡内には10の選挙区があった。
1860年国勢調査では、郡の人口1,197人の自由人と、8人の所有者が持つ20人の奴隷がいた。1920年国勢調査では、人口7,482人とピークを迎えていた。その後人口は減少し、1970年には3,878人となっていた。2010年時点では6,265人となっている。

### 南北戦争
カーター郡が設立されてから約2年後に南北戦争が始まった。当時の郡民の大半が南部の同調者であり、アメリカ連合国を支持した。1862年から1863年の冬には、北軍南東ミズーリ軍がこの地域で宿営した。郡内では多くの小競り合いがあったが、終戦までに受けた被害は少なかった。
1862年8月12日、センプロニウス・H・ボイド大佐が指揮する北軍第24ミズーリ歩兵連隊が、ヴァンビューレンの南軍の兵士6人を急襲した。小競り合いの中で南軍兵2人が殺され、3人が捕まった。この過程で製粉所1軒と家屋3軒が焼かれた。北軍が捕獲した郵袋の中には、南軍のジェイムズ・マクブライド将軍からミズーリ州ポトシに宛てた手紙があり、グリーンビルを占領する作戦が書かれていた。
1862年9月、デイビッド・C・ブーン大佐の指揮する南軍部隊がミズーリ州南東部で徴兵を行っていたが、北軍第12ミズーリ騎兵民兵隊の部隊に追われて、レイノルズ郡からカーター郡に入ってきた。それから約1か月後、北軍はカーター郡にいるブーン大佐の部隊の居場所をつきとめた。ベイゼル・F・レイジア中佐が第12ミズーリ騎兵民兵隊を率いて南軍を駆逐するためにカーター郡に派遣された。1862年10月22日夜、レイジアの部隊がブーン指揮下の推計450名かつ武装の整った部隊を急襲し、ヴァンビューレンの町から追い出した。10月25日、ブーンの部隊が郡西部のパイク・クリーク近くで再度発見された。北軍は近くの丘から南軍を攻撃し、南軍の8名を殺し、16名を捕虜にした。レイジアの北軍はこの遠征で総計40名の南軍兵を捕虜にし、セントルイスの捕虜収容所に送った。北軍の損失は1名に過ぎなかった。
1862年12月から1863年1月、北軍のジョン・W・ダビドソン将軍が指揮する約3,000名の部隊が、南に向かう途中でヴァンビューレン近くに宿営した。同じ時に、南軍ジェフ・トンプソン将軍の指揮する部隊が南から北に移動したが、北軍がさほど離れていないバーレンヒルの上で宿営しているのを知らなかった。翌日北軍の存在を発見した南軍は、地元農家から購入した物資を荷造りしていた北軍の1個中隊を急襲した。1時間続いた戦闘の後、北軍は物資や荷車を残して後退を強いられた。南軍は1名が戦死し、25名ほどが負傷した。南軍は負傷者の手当てを行い荷車に積んだ後、その日の午後に西のパイク・クリーク方面に撤退した。その後ダビドソン将軍は約400名の部隊を派遣してトンプソン将軍の部隊を捕まえようとしたが、見つけられなかった。この戦闘で負傷した北軍兵2名が死亡した。
この時までカーター郡で発生した死者や破壊の大半は北軍や南軍の手によるものではなく、北部の同調者無法者集団であるジェイホーカーや、南部の同様な集団であるブッシュワッカーの手によるものだった。これら無法者集団の多くはカーター郡住民で構成され、戦争の混乱を生かして個人的な恨みを晴らしていた。カーター郡で選出された初代保安官トマス・ガードナーは、これら無法者集団の1つに殺された。

### 製材業
郡内でできた会社の中でも、ミズーリ製材鉱業会社が郡の経済、文化および自然景観に長年大きな影響を与えた。
ミズーリ製材鉱業会社は1887年にカーター郡に移転してきて、ミズーリ州の製材業の中心であり続けた。当時鉄道の終点だったウィリアムズビルまで製材機を鉄道で運び、そこからは荷車でカーター郡内に入り、トリバー池と呼ばれた大きな池があることで選定した場所に据えた。当初1857年にウィリアム・A・シムズによって登録されていた土地に、ミズーリ製材鉱業会社が区画を引き、会社の主要株主の一人に因んでグランディンと名付けた町を設立した。
ミズーリ製材鉱業会社は鉄道も郡内に誘致した。1887年、フリスコ鉄道のカレント川支線にその土地を横切る通行権を認めた。グランディンまでの鉄道は2年後の1889年に完成し、同年7月3日にグランディンへの定期便運行が開始された。
郡内に設立された巨大な製材所を操業させるためには、毎日70エーカー (0.28 km2) 分の木材を必要としており、ミズーリ製材鉱業会社は郡内から隣接するレイノルズ、ウェイン、バトラー、リプリー、シャノン各郡に伸びる狭軌鉄道を敷設した。その最盛期には毎年6,000万ないし7,000万ボードフィート（1ボードフィートは1フィートx1フィートx1インチ）の木材を生産した。
1900年、郡内の製材業はフル稼働を続けていた。1909年までに郡周辺の原生松林の大半が伐採された。1910年、製材ブームが終わりを告げ、グランディンの製材所が閉鎖された。
1911年までに製材用機械の全てがシャノン郡ウェストエミネンスの新しい製材所に移され、あとには経済的にも生態的にも荒廃した景色が残された。

### 製材業ブームの後
カーター郡から製材所が去ると、人口が減り始め、1970年ころまで回復することはなかった。製材業ブームの間に出現した大小の町の多くが消失した。グランディンは生き残ったが、以前の人口の10分の1ほどになった。
製材所が去ったあとに残った者達は、岩がちで裸の侵食された丘陵で、いくつかの作物を栽培して生活を維持していくことを強いられた。放牧された牛が森を徘徊し、ドングリやもやしを食んだ。
事態をさらに悪くしたのは、火が害虫を殺し、草を育てるという誤った信仰があったために森林地を焼く習慣があったことだった。1920年代と1930年代に地域で働いた地区森林監督官ポール・ダンは、少なくとも州立公園以外の土地の75%は年2回焼き払われていると報告した。
1938年までに、グランディンの人口は1900年の10分の1にあたる300人にまで下降し、フリスコ鉄道はグランディン向けの運行を停止すると発表した。しかし同年、新しい州道がカーター郡のグランディンを通って建設されるという報せも届いた。

### 環境保護と植林
1910年、ミズーリ製材鉱業会社経営者の1人J・B・ホワイトがアメリカ森林監督局のギフォード・ピンチョを伴って伐採された森林を視察し、環境保護の観点からミズーリ・オザークに国有林を設立することを勧めた。カーター郡の一部を含むマーク・トウェイン国立の森が設立されたのは1933年になってからだった。
1928年、ミズーリ州議会は森林管理局の創設を承認し、フレデリック・ダンラップを州森林官に、ポール・ダンをカーター郡を含む地域の地区森林監督官に指名した。ポール・ダンは適切な森林管理に関してカーター郡や周辺郡の住民を教育するために、「公正の樹木」と題する映画を撮影し、自家用のモデルTに映写機と発電機を積んで教育学区を回り、映画を見せた。その過程で5本のフィルムを消耗させた。
しかし事態はそれほど深刻ではなかったので、1931年、州森林官のフレデリック・ダンラップはオザークで焼畑を止めることは不可能であると宣言し、州知事は森林管理局の予算を止め、廃止した。1930年代半ばまでに、製材業ブームの後に残された生態系の荒廃は極小になっていた。森林は焼かれ、森林があった丘陵部の堆積土が侵食され、昔はきれいだった水流を埋めた。州全体で鹿は2,000頭、シチメンチョウはいくつかの群れしか残っていないと推計された。
1936年、ミズーリ州民は森林管理局を含む環境保護委員会の創設を承認した。1938年、ジョージ・O・ホワイトが州森林官となり、ポール・ダンに倣って映写機、スクリーン、発電機を備えたトラックを使ってオザーク丘陵部の郡部全体に映画を見せて回った。その後の12年間で、観衆のいるところなら屋内であろうと屋外であろうと、学校、教会、店舗で映画が映写された。その成果が実り、土地管理に対する態度と習慣が変わり始め、焼畑が止められ、森林は戻り、鹿やシチメンチョウの数が戻った。かつては土地の75%が年2回焼かれていたが、毎年焼かれるのは1%の10分の1以下になった。かつては荒廃していた森林が原生林にも分類できるようになり、カーター郡では製材業が再度隆盛するようになった。

## 教育
カーター郡の25歳以上の住民のうち、66.6%は高校卒以上の学歴を持ち、10.8%は学士以上の学位を持っている。

### 初期の学校
カーター郡が創設される以前、地域唯一の学校は私立の会員制学校だった。当時の授業は家庭や放棄されていた丸太小屋で行われるのが通常だった。教師には毎月授業料を徴収することで給与が支払われ、授業料の額は月1ドルが普通で、教師が集める必要があった。これら教師の平均給与は月約10ドルだった。授業の内容は大変基本的なものであり、教師自身が教育方法についてほとんど知らなかった。
カーター郡が組織化されると、各郡区の16区画が学校のために取って置かれ、土地が売却されるとその利益が公立学校の維持に向けられた。公立学校は私立学校に入学できないような「普通の」人々のためにあるものとして、普通学校とも呼ばれた。
カーター郡政委員会第2会合（1859年7月4日）で、N・H・タッカーが普通学校の教育委員に指名された。タッカーはその年4人の教師に証明書を発行した。ウィリアム・カーケンドールが、エルシノアのあった場所に近いブラッシー・クリークの学校で教師をする証明書を受けた。マーカス・L・ガイルズは、ビッグブラッシー・クリークのおそらく上流にあった公立学校で教師をする証明書を受けた。ジェイムズ・ファーガソンは現在のエルシノアの南、ケーン・クリーク沿いにあった公立学校で教師をする証明書を受けた。ダニエル・W・ホスキンスはヴァンビューレンの東、カーター・クリーク沿いにあった公立学校で教師をする証明書を受けた。その年、合計433人が郡内の学校に通学し、そのうち208人が公立学校だった。
1861年には既にヴァンビューレンで1つの学校が組織化されたが、間もなく南北戦争のために中断された。南北戦争は郡内の学校教育妨げることになった。
1874年、州公立学校監督官に報告書が送られ、郡内の就学年齢にある581人の子供のうち、99人しか学校に通っていないと報告した（別の資料では1874年の就学年齢人口は487人だったとしている）。この報告書は、郡全体で学校が僅か3校、教師は25人しかいないとも述べていた。男性教師の平均給与は月16ドル、女性教師のそれは10ドルだった。
同じく1874年、カーター郡監督官はその報告書で、「いろいろ困難なことがある中で、市民の多くに教育に対する関心がないこと、学校のために課税されることに非協力的であることが挙げられる。我々の校舎は大変劣悪なものであり、座席には荒削りのベンチであり、黒板などあらゆる種類の備品も欠けている。授業をおこなう建物の多くは使われていない丸太小屋であり、所有者が家族のためにより快適な家屋を建てるまで一時的な住居のために建てられたものである。」と記していた。
1884年、学校の数は17校、教師は20人、教師の平均給与は28.8ドルだった。郡内の就学年齢児童は855人だったが、毎日出席するのは384人であり、対象者の半分に満たなかった。学校資産の総計は1,360ドルであり、学校運営のための経費は年2,566.67ドルだった。
1892年には24の公立学校があった。この年の就学年齢児童は1,542人だったが、入学したのは1,386人だった。学校運営のための経費は年4,374.55ドルだった。24の学校のうち、3校に地球儀、2校に地図、6校に掛け地図があった
1903年には29の公立学校があり、33人の教師がいた。2,001人の就学年齢児童のうち、1,552人が就学しており、毎日通うのは900人だった。学校運営のための経費は年13,319.71ドルだった。
1913年、公立学校は36校、月平均40ドルの給与で40人の教師を雇っていた。1,754人の就学年齢児童のうち、1,561人が就学していた。毎日の通学者は平均737人だった。1903年よりも学校と教師の数は増えたが、児童数は少なかった。これは製材業ブームが終わり、製材会社が移転したことが大きな原因だった。1900年頃から1910年、高校は1校あったが、1913年には無くなった。しかし1914年には4つの高校があった。
1923年、公立学校は29校、月平均79ドルの給与で59人の教師を雇っていた。入学児童数は1,960人、毎日通うのは1,215人だった。運営経費は年間15,729.93ドルだった。
1923年には高校が6校あり、郡内に一時期にあった最高数だった。ミドコにあった高校がまず閉校になり、フレモントの高校と統合された。1957年、フレモントの高校が竜巻で破壊され、再建された学校も最後はヴァンビューレンの高校と統合された。ハンターにあった高校はグランディンの高校と統合され、1960年代初期にはエルシノアの高校と統合市、最終的には2校になり、それが現在も続いている。
今日、郡内にはヴァンビューレンR-1教育学区とエルシノアの東カーター郡R-11教育学区の2つの教育学区がある。高校2校を含め公立学校は5校のみである。

## 地理と地質
アメリカ合衆国国勢調査局に拠れば、郡域全面積は509.02平方マイル (1,318.4 km2)であり、このうち陸地507.58平方マイル (1,314.6 km2)、水域は1.44平方マイル (3.7 km2)で水域率は0.28％である。
カーター郡はオザーク高原の支脈であるセイラム台地の南端にあり、カレント川によってほぼ南北に分けられている。郡領域の大半は森林丘陵と渓谷であり、地形はうねりがあり、郡南東部では広い頂部となだらかな斜面のある丘陵になる。郡内の地層は基本的に開析台地である。
郡西部と中央部はカレント川とその支流が流れている。東部はケーン・クリーク、ビーバーダム・クリーク、リトルブラック・クリーク、ビッグブラッシー・クリークが流れ、全てブラック川の支流である。
標高1,348フィート (411 m) のスティガル山が郡内最高地点である。最低地点は南部境界の川で約400フィート (120 m) である。
地層は92.3％がオルドビス紀、7％がカンブリア紀のもので、残りは先カンブリア時代である。この地層の風化で広範な範囲におよぶ峡谷や洞穴ができた。これが多くの泉を生んでおり、その最大のものはヴァンビューレンに近いカレント川のビッグスプリングである。郡内にある洞穴の中で大きなものはキャンプヤーン洞穴、ミドコ洞穴、グラニットクェリー洞穴、ロストマンズ洞穴である。
郡内には小さいが多くの褐鉄鉱床があり、過去にはそれを掘り出したこともあったが、概して商業ベースには合わなかった。最も著名な鉱山はエルシノアに近いオーチャード鉱山だった。1902年から1912年の10年間操業され、その機関は州内の鉄鉱石生産量で16位の郡になった。
郡内の地層は次のようであり、露出部分の面積で並べる。
- ルビドー (52%)、オルドビス紀
- ガスコネード・ドロマイト (40%)、オルドビス紀
- エミネンス&ポトシ・ドロマイト (7%)、カンブリア紀
- セントフランソア山火山性スーパーグループ (0.5%)、先カンブリア時代
- スミスビル、パウエル、コッター、ジェファーソンシティ・ドロマイト (0.3%)、オルドビス紀
- セントフランソア山貫入層 (0.1%)、先カンブリア時代[28][29]

### 主要高規格道路
- アメリカ国道60号線
- ミズーリ州道21号線

### 隣接する郡
- レイノルズ郡 - 北
- ウェイン郡 - 北東
- バトラー郡 - 南東
- リプリー郡 - 南
- オレゴン郡 - 南西
- シャノン郡 - 西

### 国立保護地域
- マーク・トウェイン国立の森（部分）
- オザーク国立景観河川路（部分）

## 人口動態
以下は2000年の国勢調査による人口統計データである。
| 基礎データ - 人口: 5,941人 - 世帯数: 2,378 世帯 - 家族数: 1,674 家族 - 人口密度: 5人/km2（12人/mi2） - 住居数: 3,028軒 - 住居密度: 2軒/km2（6軒/mi2） 人種別人口構成 - 白人: 96.60% - アフリカン・アメリカン: 0.08% - ネイティブ・アメリカン: 1.35% - アジア人: 0.10% - その他の人種: 0.03% - 混血: 1.83% - ヒスパニック・ラテン系: 1.21% 先祖による構成 - アメリカ人：28.1% - アイルランド系：15.5% - ドイツ系：15.0% - イギリス系：12.7% 年齢別人口構成 - 18歳未満: 25.1% - 18-24歳: 8.0% - 25-44歳: 25.9% - 45-64歳: 25.0% - 65歳以上: 15.9% - 年齢の中央値: 39歳 - 性比（女性100人あたり男性の人口） - 総人口: 96.5 - 18歳以上: 94.2 | 世帯と家族（対世帯数） - 18歳未満の子供がいる: 30.8% - 結婚・同居している夫婦: 57.4% - 未婚・離婚・死別女性が世帯主: 8.9% - 非家族世帯: 29.6% - 単身世帯: 26.7% - 65歳以上の老人1人暮らし: 12.6% - 平均構成人数 - 世帯: 2.46人 - 家族: 2.97人 収入と家計 - 収入の中央値 - 世帯: 27,608米ドル - 家族: 33,349米ドル - 性別 - 男性: 25,568米ドル - 女性: 16,500米ドル - 人口1人あたり収入: 16,178米ドル - 貧困線以下 - 対人口: 25.2% - 対家族数: 19.6% - 18歳未満: 36.1% - 65歳以上: 20.2% |

## 宗教
2000年宗教データアーカイブ協会郡別信徒報告書に拠れば、ダグラス郡は福音主義プロテスタントが最多数を占めるバイブル・ベルトにある。最も多い会派は南部バプテスト連盟の58.20%、続いてアッセンブリーズ・オブ・ゴッドの13.74%、カトリック教会の6.59%である。
カーター郡となった領域で最初に設立された教会はユナイテッド・バプテスト・チャーチ・オブ・クライストであり、ニューホープ・バプテスト教会とも呼ばれた。1843年12月27日に当時のリプリー郡内で組織化された。最初の教会はパイク・クリーク沿いの丸太小屋だった。

## 都市と町
| - エルシノア - フレモント - ハンター | - グランディン - ヴァンビューレン - 郡庁所在地 |

## 政治

### 地方
カーター郡の地方レベルでは民主党が大半の政治を支配しており、郡の選挙で選ばれる役職を4人以外は独占している。その1人、保安官は現職の共和党員トミー・アダムズがメタンフェタミンの所有と製造によって逮捕された後辞職し、その後釜に指名された者である。

#### 国政
大統領選挙のレベルではかなり独立色の強い郡である。しかし田園部の郡と同様、やや共和党寄りである。2000年と2004年の大統領選挙では、ジョージ・W・ブッシュがカーター郡を2対1の票差で制した。1992年はビル・クリントンが制したが、1996年はわずか8票差でボブ・ドールに敗れた。2008年の選挙では、州内の田園部にある郡と同様、バラク・オバマよりジョン・マケインを選んだ。
カーター郡は州南東部にある田園部と同様、社会的にまた文化的に保守的であり、それが共和党支持の傾向に強く影響している。2004年の州民投票では、結婚を男と女の結合として定義する州憲法改正案をカーター郡は86.59%という圧倒的多数で賛成した。州全体でも71%の賛成で可決し、ミズーリ州は同性結婚を禁止する最初の州になった。2006年の州民投票では、胚性幹細胞の研究を予算化し、合法化する憲法改正案が掛けられたが、カーター郡では56.45%が反対した。州全体では51%の賛成と辛うじて改正が成立し、胚性幹細胞の研究を最初に認めた州の1つになった。郡民は伝統的に社会問題に保守的であるが、最低賃金の増加のような人民主義的施策は支持する傾向にある。やはり2006年の州民投票で最低賃金を時間あたり6.50ドルに増やす命題については、カーター郡では73.01%が支持した。この命題は州内のどの郡でも支持され、75.94%が賛成した。

#### 2008年大統領予備選挙
2008年の大統領予備選挙で、カーター郡は二大政党の候補者をどちらも州全体と全国で二位に終わった者を選んだ。民主党の予備選挙ではヒラリー・クリントンが1位となり、その支持率は州内の郡で第3位だった。さらに共和党予備選挙で各候補者に投じられた票数よりも多かった。

## 観光地
郡内には様々レクリエーション用地がある。カレント川洞窟、オザーク国立景観河川路、ペックランチ野生生物保護区、ウォータークレス公園、ビッグスプリング国立公園などであり、カレント川も美しい景観が楽しめる。